# Giennadij Jagodin
Giennadij Aleksiejewicz Jagodin (ros. Генна́дий Алексе́евич Я́годин, ur. 3 czerwca 1927 w miejscowości Bolszoj Wjass (obecnie w obwodzie penzeńskim), zm. 4 stycznia 2015 w Moskwie) – radziecki chemik, fizyk i polityk.

## Życiorys
Urodzony w rodzinie nauczycieli, 1944-1950 studiował w Moskiewskim Instytucie Chemiczno-Technologicznym im. Mendelejewa, od 1948 należał do WKP(b), 1950–1952 był I sekretarzem Sowieckiego Komitetu Rejonowego Komsomołu w Moskwie. Od 1952 aspirant, od 1955 asystent Moskiewskiego Instytutu Chemiczno-Technologicznym im. Mendelejewa, później zastępca dziekana i docent. W latach 1963–1966 zastępca dyrektora generalnego Międzynarodowej Agencji Energii Atomowej w Austrii, 1966-1971 ponownie docent Moskiewskiego Instytutu Chemiczno-Technologicznym im. Mendelejewa, 1971–1973 dziekan, a 1973–1985 rektor. Od 1971 doktor nauk chemicznych, od 1972 profesor, od 1976 członek korespondent Akademii Nauk ZSRR. Od lipca 1985 do marca 1988 minister wyższej i średniej edukacji specjalnej, 1986-1990 członek KC KPZR, od marca 1988 do grudnia 1990 przewodniczący Państwowego Komitetu ZSRR ds. Edukacji Narodowej, następnie na emeryturze. Deputowany do Rady Najwyższej ZSRR 11 kadencji. W październiku 1991 został rektorem Uniwersytetu Radziecko-Amerykańskiego (od 1992 Uniwersytetu Międzynarodowego). Autor ponad 600 publikacji, monografii i opracowań naukowych.

## Odznaczenia i nagrody
- Order Rewolucji Październikowej
- Order Czerwonego Sztandaru Pracy
- Nagroda Państwowa ZSRR (1985)